# Albert Benjamin Simpson
Albert Benjamin Simpson (Bayview (Condado de Queens), Isla del Príncipe Eduardo; 15 de diciembre de 1843-29 de octubre de 1919) fue un pastor evangélico canadiense conocido por ser el fundador de la Unión Mundial de la Alianza.

## Biografía
Simpson nació el 15 de diciembre de 1843 en Bayview, (Condado de Queens), Isla del Príncipe Eduardo, Canadá. Fue el tercer hijo y el cuarto hijo de James Jr. Simpson y Janet Clark. Albert creció en una estricta tradición presbiteriana y puritana escocesa calvinista. A pesar de esto, no fue hasta el ministerio de Henry Grattan Guinness, un evangelista que visitó Irlanda durante el Gran Despertar de 1859, que encontró su vocación.
Estudió teología en el Knox College  (Universidad de Toronto) en Toronto y obtuvo una Licenciatura en Divinidad en 1865. Luego fue ordenado en la Iglesia Presbiteriana de Canadá.

## Ministerio Presbiteriano
A los 21 años, en 1865, aceptó un llamado a la Iglesia Presbiteriana de Knox en las cercanías de Hamilton (Ontario).
En diciembre de 1873, a los 30 años, Simpson dejó Canadá y aceptó un puesto en la iglesia presbiteriana más grande de Louisville (Kentucky), la Iglesia Presbiteriana de Chestnut Street. Fue allí donde aprendió la sencilla predicación del Evangelio, con apoyo visual. Por ejemplo, ya ha construido un tabernáculo para apoyar su sermón. A pesar de su éxito, Simpson se sintió frustrado por la renuencia de los feligreses a hacer un mayor esfuerzo de evangelización.
En 1880 Simpson fue llamado a la Iglesia Presbiteriana de la Calle Trece en Nueva York. En agosto de 1881, habría experimentado una curación divina de un problema cardíaco. En octubre de 1881, adoptó la visión del bautismo del creyente como símbolo de compromiso y fue bautizado por inmersión en una iglesia bautista. Después de discutir su cambio de creencias en su iglesia, decidió dejarla.

## Ministerio del Evangelio
Fue en 1881 cuando fundó un ministerio cristiano evangélico.
independiente para muchos nuevos inmigrantes y personas necesitadas de Nueva York. Además de la obra evangelizadora en la iglesia, en 1882 publicó una revista misionera El Evangelio en Todas las Tierras, la primera revista misionera con fotografías. Simpson también fundó y comenzó a publicar una revista ilustrada llamada The Word, Work, and World. En 1911, esta revista tomó el nombre de The Alliance Weekly, y de Alliance Life. Todavía hoy es la publicación oficial de la Christian and Missionary Alliance, en EE. UU. y Canadá.
En 1882, Simpson fundó el Instituto de Capacitación Misionera (ahora Nyack College), una escuela misionera, en Nueva York. En 1885, fue invitado a la Convención Internacional de Santidad y Sanación Divina en Londres, por el pastor estadounidense William Boardman, autor de “The Higher Christian Life”.  Enseñó sobre la santidad y especialmente un sermón conocido como "Él mismo", que describe la santificación como un enfoque en Cristo mismo y en su obra en la cruz.
En 1887 en Old Orchard Beach (Maine), Estados Unidos, fundó dos organizaciones evangélicas, The Christian Alliance, que se centró en las misiones domésticas, y The Evangelical Missionary Alliance, que se centró en las misiones en el extranjero. Estas dos organizaciones se fusionaron en 1897 para formar la Alianza Cristiana y Misionera. En 1889, Simpson y su iglesia se mudaron a un nuevo edificio en la calle 44 y la octava avenida llamado New York Tabernacle. Se convirtió en la base no solo de su ministerio evangelístico en la ciudad, sino también de su creciente obra misionera en todo el mundo.

## Enseñanza
Golpeado por la enfermedad durante gran parte de su vida desde la infancia, Simpson testificó sobre una recuperación de una enfermedad cardíaca. Según él, la curación es parte de las bendiciones en Cristo. Por eso insistió en la curación y dedicó una sesión por semana a la enseñanza, testimonios y oración sobre el tema.
En 1887, Simpson comenzó una serie de sermones llamados "Evangelio cuádruple" (Evangelio cuádruple) en Nueva York. Según él, este concepto representa los 4 aspectos del ministerio de Jesucristo; Cristo el Salvador, Santificador, Sanador y Rey que pronto regresará. Su teología era cristocéntrica.
En su libro de 1890, "A Larger Christian Life", explicó su visión de la Iglesia: 

que pueda ser a la vez madre y hogar de toda forma de ayuda y bendición que Jesús vino a dar a los hombres perdidos y sufrientes, el lugar de nacimiento y el hogar de las almas, la fuente de curación y limpieza, el refugio, el hogar para los huérfanos y afligidos, la escuela para la cultura y formación de los hijos de Dios, la armería donde se les equipa para la batalla del Señor y el ejército que pelea esas batallas en Su nombre.

A principios del siglo XX, varios miembros de la Alianza adoptaron creencias pentecostales. Sin embargo, Simpson estaba en contra de hacer del "hablar en lenguas" una prueba obligatoria del bautismo del Espíritu Santo y criticó varias prácticas del pentecostalismo que consideraba excesivas, lo que llevó a algunos pastores.
A pesar de algunas influencias del movimiento de Santidad y el movimiento de vida superior, tenía creencias distintas, particularmente porque creía en la santificación progresiva.

## Vida privada
Simpson se casó con Margaret L. Henry en 1865, el día después de su ordenación.